# Birabongse Bhanubandh
Birabongse Bhanutej Bhanubandh (Bangkok, 15 de julho de 1914 - Londres, 23 de dezembro de 1985), conhecido por Príncipe Bira do Sião, foi um automobilista, velejador olímpico e nobre tailandês.
Neto do rei Mongkut do Sião (atual Tailândia), Príncipe Bira disputou os campeonatos de Fórmula 1 de 1950 a 1955 pelas equipes Maserati, Gordini e Connaught, entre outras, tendo sido o único piloto do Sudeste Asiático na Fórmula 1 até que Alex Yoong, da Malásia, se juntou à Minardi em 2001. Ele também foi um velejador olímpico, tendo sido o primeiro piloto de Formula 1 a também competir em Jogos Olímpicos. Bira disputou os Jogos Olímpicos de Melbourne-1956, Roma-1960, Tóquio-1964 e Munique-1972. Nos Jogos de 1960, ele competiu com outro ex-piloto de Fórmula 1, Roberto Mières, que terminou em 17º, à frente do príncipe, que terminou em 19o.
Apaixonado por esportes a motor, Birabongse também era piloto de planadores e de aeronaves motorizadas. Em 1952, ele voou de Londres para Bangcoc em seu próprio avião com motor duplo Miles Gemini.

## Biografia

### Carreira automobilística

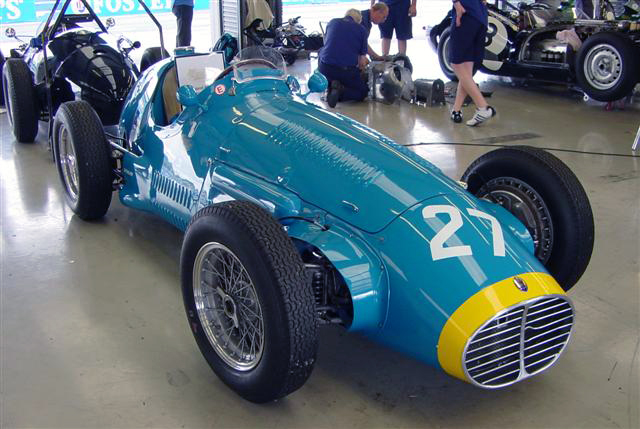
Maserati A6GCM pilotado pelo Príncipe Bira.

Em 1936, Bira (como era simplesmente conhecido) estreou no automobilismo pilotando um ERA, e venceu a Copa Príncipe Rainier, realizada em Mônaco.
Com o término da Segunda Guerra Mundial, passou a pilotar carros italianos (escolheu a Maserati), uma vez que o automobilismo inglês fora devastado pelo conflito. No GP de Reims, dividiu a equipe Gordini com o futuro pentacampeão de Fórmula 1 Juan Manuel Fangio. Apesar de ter abandonado, Bira marcou a volta mais rápida da prova (cinco vezes mais rápido que o argentino). Pela Scuderia Enrico Platé, disputaria o GP da Suécia, e com o mesmo time, estaria presente na primeira corrida da história da categoria-mor do automobilismo.
Pilotando uma Maserati 4CLT/48, Bira conquistaria cinco pontos (um quinto lugar em Mônaco e quarto na Suíça), mas na etapa da Itália, abandonou na primeira volta, com problemas de motor. Na temporada de 1951, tinha planos de correr com sua própria equipe, mas tudo foi por água abaixo quando um acidente destruiu o carro, abalando a confiança do piloto-príncipe.
1954 foi o último ano de Bira na F-1, e a temporada não foi das mais satisfatórias, tendo como melhor resultado um quarto lugar no GP da França. Bira ainda voltaria em 1955 para disputar o GP da Bélgica, mas desistiu. A partir de então se dedicou às provas extra-campeonato, se aposentando no mesmo ano, comandando em seguida uma empresa aérea.

### Carreira Pós-Formula 1
A partir de 1956, ele disputa por seu país quatro vezes os Jogos Olímpicos de Verão, regata de veleiro presa em chalupa.
Em Melbourne-1956, em Tichiboo, ele terminou em décimo segundo lugar. Em Roma-1960, ele terminou em décimo nono. Em 1964, ele ficou em vigésimo segundo e, em 1972, terminou em vigésimo primeiro, aos 58 anos.

### Morte
O Príncipe Bira, depois de vender a empresa aérea, terminou seus dias em total esquecimento. A dois dias do Natal de 1985, morreu vitimado por uma ataque cardíaco na estação Barons Court, em Londres, aos 71 anos.
A Embaixada da Tailândia foi notificada e, ao perceber de quem se tratava, providenciou um funeral seguindo os costumes tailandeses na Inglaterra. Por fim, o corpo foi cremado seguindo a tradição budista.

## Honrarias
- O Bira Circuit, um autódromo com sede nos arredores de Pattaya, na Tailândia, recebeu esse nome em sua homenagem.

- Em 2016, em um artigo acadêmico que relatou um estudo de modelagem matemática que avaliou a influência relativa de motorista e máquina, Prince Bira foi classificado como o 43o melhor piloto de Fórmula 1 de todos os tempos.[2]

## Todos os Resultados na Fórmula 1
(legenda)
| Ano  | Equipe                    | Chassis          | Motor          | 1       | 2     | 3      | 4       | 5       | 6       | 7       | 8       | 9      | Posição | Pontos |
| ---- | ------------------------- | ---------------- | -------------- | ------- | ----- | ------ | ------- | ------- | ------- | ------- | ------- | ------ | ------- | ------ |
| 1950 | Enrico Platé              | Maserati 4CLT/48 | Maserati L4 s  | GBR Ret | MON 5 | 500    | SUI 4   | BEL     | FRA     | ITA Ret |         |        | 8º      | 5      |
| 1951 | Ecurie Siam               | Maserati 4CLT/48 | Maserati L4    | SUI     | 500   | BEL    | FRA DNA | GBR     | GER DNA | ITA     |         |        | NC      | 0      |
| 1951 | Ecurie Siam               | Maserati 4CLT/48 | OSCA V12       |         |       |        |         |         |         |         | ESP Ret |        | NC      | 0      |
| 1952 | Equipe Gordini            | Gordini Type 15  | Gordini L4 s   | SUI Ret | 500   | BEL 10 |         |         |         |         |         |        | NC      | 0      |
| 1952 | Equipe Gordini            | Gordini Type 16  | Gordini L6     |         |       |        | FRA Ret | GBR 11  | GER     | NED     | ITA     |        | NC      | 0      |
| 1953 | Connaught Engineering     | Connaught Type A | Lea-Francis L4 | ARG     | 500   | NED    | BEL     | FRA Ret | GBR 7   | GER Ret | SUI     |        | NC      | 0      |
| 1953 | Scuderia Milano           | Maserati A6GCM   | Maserati L6    |         |       |        |         |         |         |         |         | ITA 11 | NC      | 0      |
| 1954 | Officine Alfieri Maserati | Maserati A6GCM   | Maserati L6    | ARG 7   | 500   |        |         |         |         |         |         |        | 17º     | 3      |
| 1954 | "B. Bira"                 | Maserati 250F    | Maserati L6    |         |       | BEL 6  | FRA 4   | GBR Ret | GER Ret | SUI     | ITA     | ESP 9  | 17º     | 3      |
| 1955 | "B. Bira"                 | Maserati 250F    | Maserati L6    | ARG     | MON   | 500    | BEL DNA | NED     | GBR     | ITA     |         |        | NC      | 0      |

## Todos os resultados nas24 Horas de Le Mans
| Ano  | Equipe         | Veículo              | Co-piloto      | Posição | Nota  |
| ---- | -------------- | -------------------- | -------------- | ------- | ----- |
| 1939 | Raymond Sommer | Alfa Romeo 6C 2500SS | Raymond Sommer | DNF     | Motor |